# Catxa
En els jocs d'envit, una catxa, envit en fals, o bluf, és una aposta capciosa que un jugador fa per tal de confondre els seus adversaris. Fer una catxa consisteix a incrementar l'aposta inicial amb l'objectiu de fer veure que es té una mà millor que la que realment es té. D'aquesta manera s'aconsegueix intimidar els altres jugadors, i eventualment induir-los a retirar-se.